# رامبرانت (دهانه)

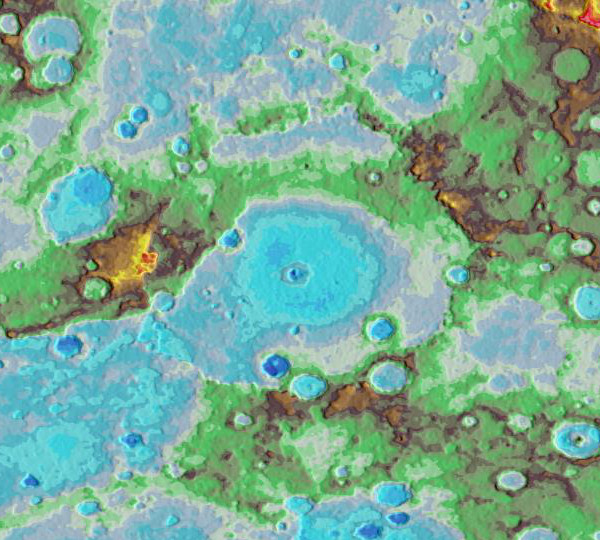
Topographic map of Rembrandt

رامبرانت (انگلیسی: Rembrandt) یک دهانه برخوردی بزرگ در سیاره عطارد با قطر ۷۱۶ کیلومتر است. این دانه پس از Caloris، دومین دهانهٔ برخوردی بزرگ روی این سیاره است و یکی از بزرگ‌ترین دهانه‌ها در منظومه شمسی است. این دهانه در طول دومین پرواز فضاپیمای مسنجر از عطارد در ۶ اکتبر ۲۰۰۸ کشف شد. قدمت این دهانه به ۳٫۹ میلیارد سال می‌رسد و در دوره آخرین بمباران سنگین ایجاد شده‌است. چگالی و توزیع اندازهٔ دهانه‌های برخوردی در امتداد لبهٔ رامبراند نشان می‌دهد که این دهانه یکی از جوان‌ترین دهانه‌های برخوردی در عطارد است.
این دهانه به افتخار نقاش هلندی رامبراند هارمنزون ون راین نامگذاری شده‌است.